# 臼田勝美
臼田 勝美（うすだ かつみ、1970年3月17日 - ）は、日本の元プロレスラー。

## 経歴
- 新日本プロレス学校でトレーニングを積む。
- 1993年10月29日、プロフェッショナルレスリング藤原組後楽園ホール大会の対カール・グレコ戦でデビュー。
- 1995年11月19日、藤原組を退団。
- 12月、石川雄規らと共に格闘探偵団バトラーツを設立。
- 2005年12月29日、ビッグマウス・ラウドに移籍。
- 2010年7月5日、ビッグマウスが解散。
- 2015年10月28日、後楽園ホールで開催されたアレクサンダー大塚デビュー20周年記念大会で引退試合が行われた。

## 戦績
| 総合格闘技 戦績 | 総合格闘技 戦績 | 総合格闘技 戦績 | 総合格闘技 戦績 | 総合格闘技 戦績 | 総合格闘技 戦績 | 総合格闘技 戦績 |
| --------------- | --------------- | --------------- | --------------- | --------------- | --------------- | --------------- |
| 4 試合          | (T)KO           | 一本            | 判定            | その他          | 引き分け        | 無効試合        |
| 1 勝            | 0               | 1               | 0               | 0               | 0               | 0               |
| 3 敗            | 1               | 2               | 0               | 0               | 0               | 0               |

| 勝敗 | 対戦相手                         | 試合結果                      | 大会名                                  | 開催年月日     |
| ×    | 長南亮                           | 1R 0:05 TKO（マウントパンチ） | DEEP2001 6th IMPACT in ARIAKE COLOSSEUM | 2002年9月7日   |
| ○    | シャノン・"ザ・キャノン"・リッチ | 1R 2:20 ヒールホールド        | KOTC 9: Showtime                        | 2001年6月23日  |
| ×    | ヴァリッジ・イズマイウ           | 1R 3:10 チョークスリーパー    | THE U-JAPAN SUPER FIGHTING '96 VOL.1    | 1996年11月17日 |
| ×    | ヴァリッジ・イズマイウ           | 1R 3:59 チョークスリーパー    | Universal Vale Tudo Fighting 2          | 1996年6月24日  |
| ×    | 平直行                           | 14:03 レフリーストップ        | K-1サンクチュアリ 聖戦Ⅰ                 | 1993年3月30日  |

## 得意技
ジャーマンスープレックス
腕ひしぎ逆十字固め
バズソーキック
仰向けになった相手の上半身を起こして相手の左側頭部を振り抜いた右足の甲で蹴り飛ばす。
各種キック

## タイトル歴
- BJW認定ジュニアヘビー級王座
- インディペンデントワールド世界ジュニアヘビー級王座